# Ян Герхард
Ян Герхард (пол. Jan Gerhard, уроджений Віктор Лев Бардах, пол. Wiktor Lew Bardach, псевдонім «Жерар» пол. Gerard; 17 січня 1921, Львів — 20 серпня 1971, Варшава) — польський і французький офіцер, прозаїк і публіцист.
Учасник Другої світової війни у Французькому Руху Опору та польських збройних сил. У 1965—1971 роках головний редактор тижневика «Forum». Депутат Сейму ПНР 5-го скликання від ПОРП.

## Біографія
Народився у Львові у єврейській родині. Закінчив III державний ліцей та гімназію ім. короля Стефана Баторія, був членом правої сіоністської молодіжної організації «Бейтар».

### Друга світова війна
Після початку Другої світової війни залишив Польщу й у 1940 році вступив у польські збройні сили, які створювалися у Франції. Під час бойових дій отримав поранення та потрапив у полон, де видавав себе за француза. Після звільнення жив у Монпельє, почав здобувати вищу освіту та брати участь у діяльності підпілля. У 1941 році вступив до Французької комуністичної партії, з 1942 року — до партизанської організації FTP-MOI («Іммігрантська робоча сила Французьких франтирерів і партизанів», фр. Francs-tireurs et partisans – main-d'œuvre immigrée, FTP-MOI). У той час почав користуватися псевдонімом «Ян Герхард».
Був відряджений до Тулузи, де брав участь у замахах і диверсії. У березні 1943 року з власної ініціативи здійснив невдалий теракт у кінотеатрі «Varietes», де йшов німецький фільм «Єврей Зюсс». Згодом був призначений командиром округів «Північ» та «Па-де-Кале» FTP-MOI і після об'єднання підпільних організацій в єдиний рух — Французькі внутрішні сили — отримав звання майора.
Після звільнення Франції став одним з організаторів польських підрозділів у лавах Французької визвольної армії, яка діяла незалежно від Польських збройних сил. У січні 1945 року прийняв командування 29 польською піхотною групою 1-ої французької армії, яка брала участь у боях на території Німеччини.

### Повоєнний період
Після закінчення війни разом зі своїм підрозділом повернувся до Польщі. У 1945—1952 роках служив у народному війську польському на посаді заступника командира, а потім командира 34-го піхотного полку. 28 березня 1947 року брав участь в інспекції військ у південно-східній Польщі, під час якої вбили генерала Кароля Сверчевського. Надалі займався боротьбою з Українською повстанською армією та виконанням операції «Вісла».
29 вересня 1952 року Головне управління інформації Війська Польського заарештувало Герхарда за хибним обвинуваченням в участі в інспірованій французькою розвідкою змові з метою вбивства Кароля Сверчевського. Звільнений у 1954 році.
У 1960 році працював кореспондентом Польського агентства друку у Парижі. У 1965—1968 роках — літературний керівник кіностудії Rytm. У 1965—1971 роках — головний редактор тижневика «Forum».
Увійшов до створеної наприкінці 1970 року комісії зі з'ясування обставин смерті генерала Кароля Сверчевського під керівництвом Мар'яна Нашковського, звіт про діяльність якої з нез'ясованих причин не склали або не опублікували.
У 1969—1972 роках — депутат Сейму ПНР 5-го скликання від Польської об'єднаної робочої партії.

### Смерть
20 серпня 1971 року під час поїздки дружини та доньки за кордон Ян Герхард був зарізаний у своїй варшавській квартирі. Злочин мав широкий розголос і викликав чутки про те, що мотивом убивства був передбачуваний зв'язок Герхарда з «Червоною капелою», помста з боку УПА чи інші політичні причини.
12 травня 1972 року внаслідок спільного слідства міліції та Служби безпеки ПНР звинувачення у вбивстві з метою пограбування, поряд із двадцятьма аналогічними випадками, пред'явили нареченому доньці Зигмунту Грабацькому та його знайомому Мар'яну Войтасику. На процесі у Варшавському воєводському суді Гарбацький стверджував, що до злочину його підштовхнула незгода Герхарда на його шлюб із дочкою, а Войтасик діяв із патріотичних спонукань, вважаючи Герхарда винним у смерті генерала Сверчевського. 16 червня 1972 року обох обвинувачених визнали винними та засудили до страти, вирок був виконаний. Сучасні історики, а також Мечислав Раковський, колишній прем'єр-міністр ПНР і друг убитого, також заперечують політичний характер убивства.
Похована на Військовому цвинтарі у Повонзках, ділянка B2-tuje-11.

## Творчість
Найбільш відомий твір — автобіографічний військовий роман «Відлуння у Бещадах» (пол. Łuny w Bieszczadach), за мотивами якого у 1961 році було знято художній фільм «Сержант Калень». Займався публіцистикою, автор нарисів на політичні й історичні теми.

### Вибіркові публікації
- Łuny w Bieszczadach, Wydawnictwo Lubelskie, Lublin 1980 (wydanie XI)
- Autopamflet, Czytelnik, Warszawa 1971
- Berlin — 1945, Wydawnictwo MON, Warszawa 1970
- Wielkie intermezzo, Wydawnictwo MON, Warszawa 1970 (wydanie II)
- Żołnierze i dyplomaci, Wydawnictwo MON, Warszawa 1970 (wydanie II)
- Niecierpliwość, Wydawnictwo MON, Warszawa 1967 (wydanie III)
- Charles de Gaulle, tom I і II, Książka i Wiedza, Warszawa 1972
- Francuzi, Czytelnik, Warszawa 1965
- Czas Generała, Wydawnictwo MON, Warszawa 1965 (wydanie II)
- Grenadierzy, Wydawnictwo MON, Warszawa 1957
- Wojna i ja, Wydawnictwo MON, Warszawa 1958
- Zoolityka, Wydawnictwo MON, Warszawa 1965

## Деякі нагороди

### Польща
- Орден «Хрест Грюнвальда» ІІІ ступеня[16]
- Офіцерський хрест Ордена Відродження Польщі
- Кавалерський хрест Ордена Відродження Польщі
- Срібний хрест ордену Virtuti militari
- Золотий Хрест Заслуги[17]
- Хрест Хоробрих (двічі)[18][19][20]
- Партизанський хрест
- Медаль Перемоги та Свободи
- Державна премія ПНР ІІ ступеня (1966)[21]

### Франція
- Воєнний хрест[22]
- Хрест Бійця[22]